# Tirumalai Krishnamacharya
Tirumalai Krishnamacharya (en kanarès: ಶ್ರೀ ತಿರುಮಲೈ ಕೃಷ್ಣಮಾಚಾರ್ಯ) (18 de novembre de 1888 - 28 de febrer de 1989) va ser un influent professor de ioga, metge ayurvèdic i acadèmic indi.
És considerat com un dels mestres de ioga més influents del segle XX i un dels renovadors del hatha ioga fomentant la creació de postures i rutines de ioga utilitzades actualment. Alguns dels seus deixebles van ser en B. K. S. Iyengar, K. Pattabhi Jois, el seu fill T.K.V. Desikachar,i més tard, Indra Devi.
Va néixer en un petit llogaret de Muchukundapuram, al sud de l'Índia a l'estat de Karnataka, dins d'una família pertanyent a l'ètnia iyengar. Krishnamacharya va viatjar per l'Índia sota el mecenatge del rei de Mysore, Krishna Raja Wadiyar IV. Impartint conferències i demostracions per promoure el ioga. És àmpliament considerat com un dels l'arquitectes de l'estil de ioga vinyasa Viniyoga on combina la respiració amb el moviment. El seu principi com a mestre era "Ensenyar el que és apropiat per a un individu". Mentre que és venerat en altres parts del món com un yogui, a l'Índia Krishnamacharya és coneguda principalment com a sanador mitjançant l'ayurveda i diferents tradicions yògiques.
Va escriure quatre llibres sobre el yoga: Yoga Makaranda (1934), Yogaasanagalu (c. 1941), Yoga Rahasya (en sànscrit significa l'essència del ioga) i Yogavalli (Capítol 1 - 1988), així com diversos assajos i composicions poètiques.
Va ser un dels fundadors del ioga tal com s'entén actualment influint als principals exponents del ioga. Els ensenyament de B.K.S. Iyengar i Shri K. Patthabi Jois es basen en les seves pròpies experiències essent alumnes de Krishnamacharya en la dècada de 1930 a Mysore, quan eren joves. Els seus estils queden profundament marcats perquè reflecteixen una forma dinàmica de ioga apropiada per a les joves constitucions i especialment centrada en la pràctica postural (asana). No obstant això, professors com T.K.V. Desikachar, Sri T.K. Sribhashyam, A.G. Mohan, Indra Devi i Srivatsa Ramaswami ensenyen una part més àmplia de les ensenyances de Krishnamacharya. Van més enllà de practicar únicament asanes, aquestes s'adapten a l'estudiant, tenint en compte la seva salut, la seva energia, el seu físic, el seu sexe, la seva edat i també el lloc de la pràctica.